# Phyllovates parvula
Phyllovates parvula är en bönsyrseart som beskrevs av John Obadiah Westwood 1889. Phyllovates parvula ingår i släktet Phyllovates och familjen Mantidae. Inga underarter finns listade i Catalogue of Life.